# Blyborough
Blyborough – wieś w Anglii, w hrabstwie Lincolnshire. Leży 23 km na północ od Lincoln i 216 km na północ od Londynu.